# كيم سام-سوو
كيم سام-سوو (ولد في 8 فبراير 1963): لاعب كرة قدم لعب في مركز خط الوسط من كوريا الجنوبية لكرة. لعب لمنتخب كوريا الجنوبية في كأس العالم 1986 لكرة القدم. وعلى المستوى المحلي لعب لنادي ألسان هيونداي ونادي سول في الدوري الكوري الجنوبي.

## وصلات خارجية
- كيم سام-سوو على موقع الاتحاد الدولي (مؤرشف)  (الإنجليزية)
- كيم سام-سوو على موقع دوري كوريا الجنوبية (الإنجليزية)
- كيم سام-سوو على موقع قاعدة بيانات كرة القدم.إي يو (الإنجليزية)
- كيم سام-سوو على موقع ناشيونال فوتبول تيمز (الإنجليزية)

- FIFA profile